# 托尼·安德魯
托尼·安德魯（英語：Tony Andreu；1988年5月22日—）是一位法國足球運動員，在場上司職中場。他現在效力於蘇超球隊聖美倫。他在2015年2月2日轉會诺里奇城。